# (13079) Toots
(13079) Toots est un astéroïde de la ceinture principale.

## Description
(13079) Toots est un astéroïde de la ceinture principale. Il fut découvert le 2 février 1992 à La Silla par Eric Walter Elst. Il présente une orbite caractérisée par un demi-grand axe de 2,56 UA, une excentricité de 0,10 et une inclinaison de 10,2° par rapport à l'écliptique.

## Compléments